# Риббентроп, Аннелиза фон
Аннелиза фон Риббентроп (нем. Anneliese von Ribbentrop, урожд. Хенкель; 12 января 1896, Майнц — 5 октября 1973, Вупперталь) — немецкая писательница, вдова военного преступника министра иностранных дел Германии Иоахима фон Риббентропа.

## Биография
Аннелиза родилась в семье предпринимателя Отто Хенкеля, производителя игристых вин Henkell & Co. Sektkellerei, и его супруги Катарины Михель. Выросла в Бибрихе под Висбаденом. В 1920 году Аннелиза вышла замуж за старшего лейтенанта и бывшего сотрудника военной миссии в Константинополе Иоахима Риббентропа. Супруги проживали в Далеме, у них родилось пятеро детей. В конце войны Аннелиза некоторое время скрывалась в Рейнской области. В 1945 году была интернирована в Дахау.
Аннелиза Риббентроп опубликовала сохранившиеся записи казнённого в 1946 году мужа в издательстве Druffel-Verlag, а также сама написала книгу о причинах Второй мировой войны.

## Сочинения
- hrsg.: Zwischen London und Moskau. Erinnerungen und letzte Aufzeichnungen. Druffel, Leoni am Starnberger See 1953.
- Verschwörung gegen den Frieden. Studien zur Vorgeschichte des Zweiten Weltkrieges. Druffel, Leoni am Starnberger See 1962.
- Deutsch-englische Geheimverbindungen. Britische Dokumente der Jahre 1938 und 1939 im Lichte der Kriegsschuldfrage. Verlag der Deutschen Hochschullehrer-Zeitung, Tübingen 1967.
- Die Kriegsschuld des Widerstandes. Aus britischen Geheimdokumenten 1938/39. 2. Auflage, Druffel, Leoni am Starnberger See 1975, ISBN 3-8061-0660-6.